# Guido Quaroni
Guido Quaroni (ur. 9 listopada 1967) – włoski aktor i dyrektor techniczny nadzorujący w Pixar Animation Studios.

## Filmografia
- Toy Story 2
- Potwory i spółka - Tony
- Gdzie jest Nemo?
- Iniemamocni
- Auta - Guido
- Ratatuj
- WALL·E
- Bujdy na resorach
- Toy Story 3
- Auta 2 - Guido
- Potwory i spółka 2